# Xestia kozhantschikovi
Xestia kozhantschikovi là một loài bướm đêm trong họ Noctuidae.